# 신디 캠벨
신디 캠벨(シンディー・キャンベル)은 《침략! 오징어 소녀》에 등장하는 등장인물이다.

## 소개
어릴 때부터 우주인을 동경하고 있었기 때문에 정보 수집이나 직접적으로 접근하는 데 열심이다.
그러나 지나친 부분도 있어서 우주인이 아니라고 부정하는 오징어 소녀의 말에 전혀 귀를 기울이지 않을 뿐 아니라, 세뇌를 해서까지 오징어 소녀를 우주인으로 만들려고 했다.
수집한 정보의 분석이나 고찰은 상당히 대충대충이다.
목적은 다르지만 오징어 소녀에게 비정상적인 집착을 보이는 점은 사나에와 같아서, 가끔 사나에와 협력하여 오징어 소녀에게 접근하려 한다. 당연히 오징어 소녀로부터는 귀찮은 존재로 취급받고 있다.
금발의 포니테일을 하고 있다. 조사 담당. 오징어 소녀를 우주인으로 여기고 연구 대상으로 삼고 싶어한다.

## 주변관계
‘우주인 대책의 전문가’로서 나기사에게 일단 신뢰를 받긴 했지만, 신디가 가지고 있던 우주인의 사진이 전문가가 아닌 나기사가 봐도 의심스러운 데다가 오징어 소녀에게 촉수나 먹물로 공격받아도 전혀 손쓰지 못했다. 심지어 그 일로 인해 오징어 소녀가 우주인이라고 확신했다며 황홀해 하는 것을 보고, 나기사에게는 ‘이 사람 글러먹었어’라고 생각되는 형편.
또한 그녀의 견해로는 ‘유령이라고 하는 것들은 전부 우주인’이며, 담력테스트를 하러 가서는 수많은 영혼에 둘러싸여서도 우주인과 커뮤니케이션을 하고 있다고 믿었다(다만 바보 트리오조차 거부하고 있음).
‘레몬’ 근처에 자주 모습을 드러내지만 오징어 소녀나 ‘레몬’의 멤버에게 접촉하는 것 외에 조사 활동을 하는 모습은 보이지 않고, 본인도 스스로 ‘한가하다’고 한다.

## 특징
‘레몬’ 근처에서는 흰 바탕에 파스텔 그린의 줄무늬가 들어간 비키니를 입고 그 위에 붉은 겉옷을 걸치고 있다. 아이자와 가에 가정교사로서 찾아왔을 때에는 노출이 적은 평범한 복장을 하고 있어서 에이코는“일단 상식은 있구만”이라고 평가했다.

## 그 외
오징어 소녀가 신디에 대해 가지는 이미지는 ‘좀비’(사나에와 동급). 애니메이션에서는 뒤에 설명된 바보 트리오와 함께 괴물의 이미지로 그려지고 있어서, 에이코는 "어느 의미에서는 사나에와 동류"라고 말했다.
근시여서 평소에는 콘택트 렌즈를 착용하고 있다.
사나에처럼 ‘레몬’의 일손이 부족할 때 임시 아르바이트로 일하기도 했다.

## 오징어 소녀에 대한 호칭
오징어 소녀를 부를 때는 ‘イカ星人 이카세이진[*](오징어 성인)’이라고 부른다.